# De toffe tamboer
De toffe tamboer is het honderdeenenveertigste stripverhaal uit de reeks van Suske en Wiske. Het is geschreven en getekend door Paul Geerts. Het werd gepubliceerd in De Standaard en Het Nieuwsblad van 6 december 1980 tot en met 16 april 1981. 
De eerste albumuitgave in de Vierkleurenreeks was in juni 1981, met nummer 183.

## Locaties
- Frankrijk met kasteel, dorpje op derde heuvel met herberg “In den drogen Lever”, zwammendorp

## Personages
- Suske, Wiske, tante Sidonia, Lambik, Jerom, professor Barabas, garagehouder en andere man, baron Poefwoir, soldaten, tamboer, Technik, Chemik, Bacterik (vorsers), kabouters, bewoners dorpje op de derde heuvel, waard, Geuldeboi (mechanische draak)

## Uitvindingen
- De teletijdmachine, de verkleiner

## Het verhaal
Tante Sidonia raakt met haar auto in de slip en knalt tegen een boom. Ze wordt thuisgebracht. Ze laat niet merken dat ze zich niet goed voelt, omdat Suske en Wiske bij Lambik en Jerom gaan logeren. 
Jerom is bijna jarig en wil graag een trommel als cadeau, hij heeft een model uit de zeventiende eeuw in het museum gezien. De vrienden gaan op zoek naar een trommel, als ze niks kunnen vinden besluiten ze met de teletijdmachine naar de zeventiende eeuw af te reizen. Suske en Wiske worden door toedoen van Lambik per ongeluk weggeflitst en professor Barabas weet alleen dat ze ergens in Frankrijk zijn beland. Tante Sidonia vertrekt ook naar het verleden en komt een jachtstoet tegen, baron Poefwoir vraagt haar ten huwelijk en tante Sidonia stemt toe op voorwaarde dat zij de trommel van de tamboer krijgt. Tante Sidonia overnacht in het kasteel en ziet de uitvindingen van de vorsers Technik, Chemik en Bacteric, maar de baron is niet tevreden omdat de uitvindingen hem niet meer macht opleveren. De baron praat met "HET" in een cel en tante Sidonia hoort dat de trommel een speciale macht heeft, maar dan wordt ze gezien en moet vluchten. Ze komt in het nauw en wordt net op tijd met de trommel weggeflitst naar haar eigen tijd. Suske en Wiske overnachten in een schapenstal en komen in een zwammendorp met kabouters. Alle kabouters slapen, maar één dove kabouter blijkt wakker te zijn. Hij kan wel praten en vertelt dat de baron de bevolking van het dorpje op de derde heuvel uitbuit, de kabouters hielpen de bevolking door ’s nachts het veld te bewerken. De baron huurde de vorsers in en die leerden hem de toverspreuk waarmee de kabouters in slaap werden gebracht, doordat de dove kabouter de spreuk niet hoorde had deze op hem geen effect. Suske en Wiske gaan naar het dorp en merken al snel dat de bevolking doodsbang is voor de baron. In herberg “In den drogen Lever” horen de kinderen dat de baron zijn trommel is kwijtgeraakt, een herderin is met het ding verdwenen, en daardoor is hij in een zeer slecht humeur. Suske en Wiske winnen een gevecht van de soldaten van de baron en de waard vertelt dat de kabouters alleen gewekt kunnen worden door tromgeroffel van de trommel met speciale kracht. Als de baron het dorp inrijdt verstopt de waard de kinderen en laat zich neerslaan om de baron voor de gek te houden, de baron trapt er in en rijdt met zijn mannen het dorp uit.
Jerom trommelt veel op zijn nieuwe trommel en hij gaat naar professor Barabas, die per ongeluk een gat in de trommel maakt. Er valt een briefje uit wat getekend is door Technik, Chemik en Bacterik, als iemand op de trommel slaat zullen de kabouters weer paraat staan. Met een nieuw ezelsvel wordt de trommel gerepareerd, maar dan valt de trommel en komt in de verkleiner terecht. Jerom, Lambik en tante Sidonia gaan opnieuw naar het verleden met de kleine trommel. De baron ziet de dove kabouter en wil hem doden, Suske en Wiske voorkomen dit en als de baron de kinderen aanvalt verschijnen tante Sidonia, Lambik en Jerom. Lambik wint een gevecht van de baron en stuurt de man weg. Chemiks, Technik en Bacterik hebben een raket uitgevonden en deze raakt de dam op het moment dat de baron hier over rijdt met nog twee mannen. De dam blijkt stuk te zijn door de ontploffing en de kinderen gaan naar het dorp om de bevolking te waarschuwen. Jerom gaat naar het kasteel en dwingt de vorsers de trommel te vergroten, hij moet een cirkel maken rond de trommel met poeder uit een koperen pot. Het poeder wordt in brand gestoken en Jerom moet een formule oplezen terwijl hij rond de trommel loopt. De trommel wordt groter en Jerom gaat snel naar het dorp, zodra hij trommelt worden de kabouters wakker, maar als hij stopt vallen ze opnieuw in slaap. De vrienden bouwen met de kabouters een brug over het water en komen bij de derde heuvel. De baron ziet de werkzaamheden met zijn verrekijker en vliegt met zijn mechanische draak, Geuldeboi, naar de brug en gooit stenen om de brug te vernietigen. De vrienden maken met varkensblazen en tonnetjes buskruit een luchtafweer en de baron moet zich met de draak terugtrekken. Zodra de draak hersteld is, valt de baron opnieuw aan en ontvoert tante Sidonia. Lambik kan de draak verslaan en tante Sidonia is hem erg dankbaar, ze weet dat Lambik veel voor haar over heeft. Tante Sidonia praat met de baron, maar hij blijkt de toverformule om de kabouters wakker te maken vergeten te zijn. Jerom gaat naar de vorsers en dwingt hen de kabouters wakker te maken. De kabouters zullen een nieuwe dam bouwen en als het land droog is zullen ze er alles aan doen om het dorp een goede nieuwe oogst te geven. De vrienden gaan naar huis en Jerom laat zien dat zijn trommel kleine trommeltjes heeft gekregen.